# Butterkäse
El Butterkäse, literalment « formatge-mantega » en alemany, és un formatge de llet de vaca de pasta mig-tova conegut sobretot al món germànic.

## Fabricació
Com la majoria dels formatges, el Butterkäse és fet a partir de llet de vaca amb l'ajuda de bacteris mesòfils. Té un punt àcid amb l'ajuda de bacteris termòfils. La fabricació es fa amb l'ajuda d'una gran quantitat de quall i a una temperatura de quallat elevada (entre 40 i 42 °C). La durada on la llet qualla és doncs molt curta i produeix una fermentació làctica intensa durant i després de la fabricació. A continuació, el quall és modelat, en general en forma rodona, en calent entre 38 i 40 °C i salat amb l'ajuda de salmorra. La maduració dura de tres a quatre setmanes. Aquesta afinació es fa a temperatures molt baixes (entre 3 i 7 °C).
El Butterkäse sovint es ven en talls i s'afegeix a sandvitxos o fos a la cuina. Se'l troba de vegades en blocs, més pràctic per tallar. L'any 2012, Alemanya va produir aproximadament 31.500 tones de Butterkäse.

## Història
El Butterkäse ve del Bel Paese italià, que és una marca registrada. A Alemanya, aparentment va ser produït per primera vegada l'any 1928 a la lleteria nacional Weihenstephan i a continuació comercialitzat. Més endavant,  d'altres països van començar a produir-ho.

## Propietats i gust
Com el seu nom suggereix, el Butterkäse té un gust i una aparença que recorda la mantega. És sovint definit com a suau, la qual cosa és degut en part a la seva curta durada de maduració, i lleugerament àcida. La seva consistència és semi-tova i la seva textura és llisa i cremosa. És de color clar, entre el blanc i el groc ataronjat, i no té o en pocs, de forats.
La reglamentació alemanya sobre els formatges precisa que la proporció d'aigua de la pasta de formatge no greixós és d'entre el 61 % i el 69 %. La proporció de matèria grassa de la matèria seca és segons la classificació dels grups de formatges entre el 45 % i el 53 %.